# Рихтер, Александр Андреевич (селекционер)
Александр Андреевич Рихтер (14 марта 1904 — 25 ноября 1981) — советский учёный-биолог, селекционер миндаля.

## Биография
Родился 14 марта 1904 года[по какому календарю?]; отец — Андрей Александрович Рихтер, мать — Наталья Павловна, урождённая Ржевская.
Выпускник Тимирязевской академии. С 1937 года первый начальник отдела субтропических и орехоплодных культур Никитского ботанического сада. Доктор биологических наук (1972, учёная степень присвоена на основании доклада «Биологические основы создания сортов и промышленных насаждений миндаля»). Профессор. Автор более 100 научных публикаций, в том числе монографии по культуре миндаля. Соавтор 15 сортов сладкого миндаля.
Награждён Золотой медалью имени Мичурина (1974) за книгу «Миндаль», опубликованную в 1972 году.
Умер 25 ноября 1981 года.

## Семья
Первая жена — Нина Фёдоровна; вторая жена (с 1946) — Антонина Иосифовна Здруйковская-Рихтер (30.09.1914 — 26.07.2004), доктор биологических наук (1982), научный сотрудник Никитского ботанического сада (1947 —1996). Дети:
- Марина Александровна Рихтер (род. 1939).
- Александр Александрович Рихтер, кандидат биологических наук, автор монографии: Совершенствование качества плодов южных культур. — Симферополь: Таврия, 2001. — 426 с.